# Danh sách huân chương, huy chương, kỷ niệm chương Trung Quốc
Danh sách huân chương, huy chương, kỷ niệm chương Trung Quốc liệt kê những huân, huy, kỷ niệm chương được trao bởi nhà nước Cộng hòa Nhân dân Trung Hoa từ khi thành lập nhà nước nước năm 1949; không bao gồm các huân, huy chương, kỷ niệm chương do chính quyền địa phương trao tặng.

## Dân sự

### Huân chương
| Tên                       | Cuống | Thẩm quyền trao                                        | Đối tượng trao                                             | Ngày thành lập      |
| ------------------------- | ----- | ------------------------------------------------------ | ---------------------------------------------------------- | ------------------- |
| Huân chương Nước cộng hòa |       | Chủ tịch nước (theo quyết định của Thường ủy Quốc hội) | Người có cống hiến kiệt xuất                               | 1 tháng 1 năm 2016  |
| Huân chương Hữu nghị      |       | Chủ tịch nước                                          | Người nước ngoài có đóng góp cho nền ngoại giao Trung Quốc | 1 tháng 1 năm 2016  |
| Huân chương Bảy một       |       | Tổng bí thư                                            | Đảng viên Đảng Cộng sản Trung Quốc có cống hiến kiệt xuất  | 22 tháng 7 năm 2017 |

### Huy chương
| Tên                                      | Cuống | Thẩm quyền trao                                                   | Đối tượng trao | Ngày thành lập       |
| ---------------------------------------- | ----- | ----------------------------------------------------------------- | --- | -------------------- |
| Huy chương Vinh dự quốc gia              |       | Chủ tịch nước (theo quyết định của Thường ủy Quốc hội)            | Có cống hiến lớn trong các lĩnh vực kinh tế, xã hội, quốc phòng, ngoại giao, giáo dục, khoa học kỹ thuật, văn hóa, vệ sinh, thể dục | 1 tháng 1 năm 2016   |
| Huy chương Hữu nghị chính phủ Trung Quốc |       | Quốc hội                                                          | Chuyên gia nước ngoài có cống hiến cho Trung Quốc                                                                                   | 1991                 |
| Huy chương Hàng thiên công huân          |       | Trung ương Đảng Cộng sản Trung Quốc, Quốc hội, Quân ủy Trung ương | Quân nhân tham gia chế tạo Vệ tinh Thần Chu                                                                                         | 7 tháng 11 năm 2003  |
| Huy chương Cải cách tiên phong           |       | Trung ương Đảng Cộng sản Trung Quốc, Quốc hội                     | Có công thúc đẩy cải cách Trung Quốc                                                                                                | 18 tháng 12 năm 2018 |
| Huy chương Cải cách hữu nghị             |       | Trung ương Đảng Cộng sản Trung Quốc, Quốc hội                     | Người nước ngoài có công thúc đẩy cải cách Trung Quốc                                                                               | 18 tháng 12 năm 2018 |

### Kỷ niệm chương
| Tên                                 | Cuống | Thẩm quyền trao                                                   | Đối tượng trao                                                    | Ngày thành lập      |
| ----------------------------------- | ----- | ----------------------------------------------------------------- | ----------------------------------------------------------------- | ------------------- |
| Kỷ niệm chương 70 năm ngày lập quốc |       | Trung ương Đảng Cộng sản Trung Quốc, Quốc hội, Quân ủy Trung ương | Người Trung Quốc, quốc tế có công với Trung Quốc từ 1949 đến 2019 | 1 tháng 10 năm 2019 |

## Quân sự

### Huân chương
| Tên                  | Cuống | Thẩm quyền trao                                                      | Đối tượng trao                   | Ngày thành lập      |
| -------------------- | ----- | -------------------------------------------------------------------- | -------------------------------- | ------------------- |
| Huân chương Bát Nhất |       | Chủ tịch quân ủy trung ương (theo quyết định của Quân ủy trung ương) | Quân nhân có công huân kiệt xuất | 12 tháng 6 năm 2017 |

### Huy chương
| Tên                           | Cuống | Thẩm quyền trao            | Đối tượng trao          | Ngày thành lập      |
| ----------------------------- | ----- | -------------------------- | ----------------------- | ------------------- |
| Huy chương Tấm gương Anh hùng |       | Quân ủy trung ương         | quân nhân mẫu mực       | 1 tháng 5 năm 2018  |
| Huy chương Lập công           |       | Các cấp quân đội theo hạng | quân nhân có thành tích | 23 tháng 3 năm 1979 |

### Huy hiệu
| Tên            | Cuống | Cấp bậc             | Đối tượng trao                                            | Ngày thành lập     |
| -------------- | ----- | ------------------- | --------------------------------------------------------- | ------------------ |
| Huy hiệu Ưu tú |       | Cán bộ cơ sở ưu tú  | quân nhân, cán bộ được bầu trở thành "Cán bộ cơ sở ưu tú" | Tháng 12 năm 2015  |
| Huy hiệu Ưu tú |       | Sĩ quan ưu tú       | quân nhân được bầu trở thành "Sĩ quan ưu tú"              | Tháng 12 năm 2015  |
| Huy hiệu Ưu tú |       | Lính nghĩa vụ ưu tú | quân nhân được bầu trở thành "Lính nghĩa vụ ưu tú"        | Tháng 12 năm 2015  |
| Huy hiệu Ưu tú |       | Học viên ưu tú      | học viên quân đội được bầu trở thành "Học viên ưu tú"     | 1 tháng 4 năm 1996 |

### Kỷ niệm chương
| Tên                                               | Cuống | Phân cấp           | Đối tượng trao                                                     | Ngày thành lập     |
| ------------------------------------------------- | ----- | ------------------ | ------------------------------------------------------------------ | ------------------ |
| Kỷ niệm chương phục vụ quốc phòng                 |       | Vàng               | phục vụ quân đội > 35 năm                                          | 1 tháng 8 năm 2011 |
| Kỷ niệm chương phục vụ quốc phòng                 |       | Bạc                | phục vụ quân đội > 20 năm                                          | 1 tháng 8 năm 2011 |
| Kỷ niệm chương phục vụ quốc phòng                 |       | Đồng               | phục vụ quân đội > 10 năm                                          | 1 tháng 8 năm 2011 |
| Kỷ niệm chương Thủ vệ biên cương                  |       | Vàng               | Phục vụ quân đội vùng sâu, vùng xa từ 2 - 3 lần thời gian quy định | 1 tháng 8 năm 2011 |
| Kỷ niệm chương Thủ vệ biên cương                  |       | Bạc                | Phục vụ quân đội vùng sâu, vùng xa từ 2 - 3 lần thời gian quy định | 1 tháng 8 năm 2011 |
| Kỷ niệm chương Thủ vệ biên cương                  |       | Đồng               | Phục vụ quân đội vùng sâu, vùng xa từ 1 đến 10 năm                 | 1 tháng 8 năm 2011 |
| Kỷ niệm chương Hiến thân quốc phòng               |       | Vàng               | Liệt sĩ cách mạng                                                  | 1 tháng 8 năm 2011 |
| Kỷ niệm chương Hiến thân quốc phòng               |       | Bạc                | Quân nhân hy sinh                                                  | 1 tháng 8 năm 2011 |
| Kỷ niệm chương Hiến thân quốc phòng               |       | Đồng               | Thương binh                                                        | 1 tháng 8 năm 2011 |
| Kỷ niệm chương Sứ mệnh hòa bình                   |       |                    | Tham gia nghĩa vụ quốc tế của Liên Hợp Quốc                        | 1 tháng 8 năm 2011 |
| Kỷ niệm chương Nhiệm vụ lớn và nhiệm vụ tác chiến |       | Nhiệm vụ lớn       | Quân nhân tham gia nhiệm vụ lớn                                    | 1 tháng 8 năm 2011 |
| Kỷ niệm chương Nhiệm vụ lớn và nhiệm vụ tác chiến |       | Nhiệm vụ tác chiến | Quân nhân tham gia nhiệm vụ tác chiến                              | 1 tháng 8 năm 2011 |

## Huân, huy, kỷ niệm chương ngừng trao
| Tên                                | Cuống | Phân cấp | Ngày thành lập      | Lần trao cuối |
| ---------------------------------- | ----- | -------- | ------------------- | ------------- |
| Kỷ niệm chương Hữu nghị            |       | không    | 1951                | 1960          |
| Huy chương Hữu nghị Trung-Xô       |       | không    | 1951                | 1959          |
| Huân chương Tám một                |       | 3 hạng   | 12 tháng 2 năm 1955 |               |
| Huân chương Độc lập tự do          |       | 3 hạng   | 12 tháng 2 năm 1955 |               |
| Huân chương Giải phóng             |       | 3 hạng   | 12 tháng 2 năm 1955 |               |
| Huy chương Tám một                 |       | không    | 12 tháng 2 năm 1955 |               |
| Huy chương Độc lập tự do           |       | không    | 12 tháng 2 năm 1955 |               |
| Huy chương Giải phóng              |       | không    | 12 tháng 2 năm 1955 |               |
| Vinh dự chương Công huân Sao đỏ    |       | không    | 1 tháng 7 năm 1988  |               |
| Vinh dự chương Công huân Độc lập   |       | không    | 1 tháng 7 năm 1988  | 2003          |
| Vinh dự chương Công huân Thắng lợi |       | không    | 1 tháng 7 năm 1988  |               |
| Huy hiệu Vệ sĩ nước cộng hòa       |       | không    | 9 tháng 6 năm 1989  | 1989          |
| Kỷ niệm chương Vệ sĩ Thủ đô        |       | không    | 9 tháng 6 năm 1989  | 1989          |
| Huy chương Công huân 2 đạn 1 tinh  |       | không    | 18 tháng 9 năm 1999 | 1999          |
| Kỷ niệm chương 60 năm kháng Nhật   |       | không    | 2 tháng 9 năm 2005  | 2005          |
| Kỷ niệm chương 70 năm kháng Nhật   |       | không    | 2 tháng 9 năm 2015  | 2015          |
| Huy chương Ưu tú binh lính         |       | không    | 1996                | 2015          |
| Huy chương Anh hùng mẫu mực        |       | 2 hạng   | 23 tháng 3 năm 1979 | 2011          |
| Huân chương Anh hùng mẫu mực       |       | 2 hạng   | 1 tháng 8 năm 2011  | 2018          |